# Hiperboloida jednopowłokowa

Hiperboloida jednopowłokowa o przekroju okręgu

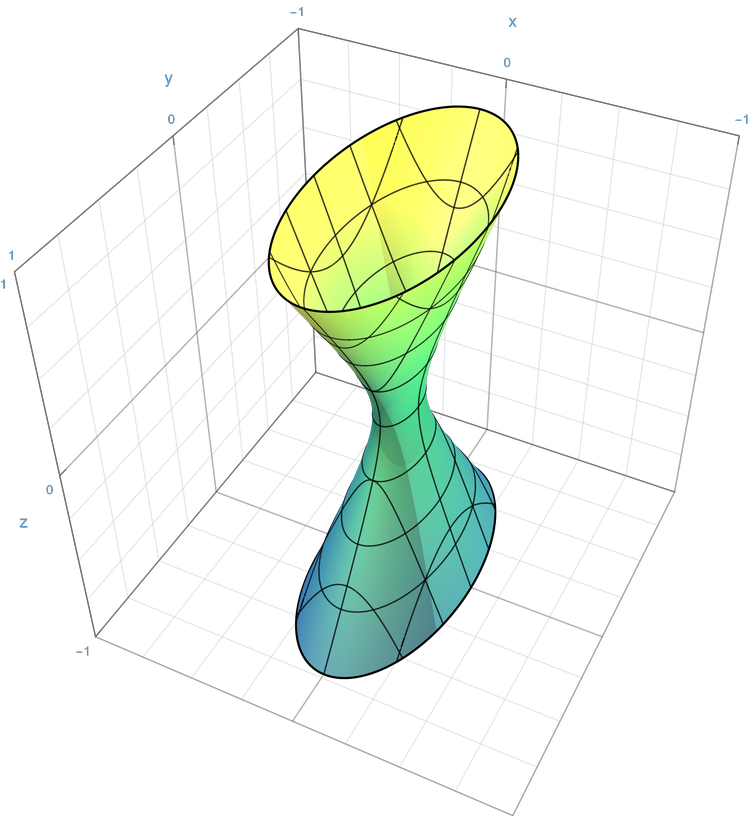
Hiperboloida jednopowłokowa o przekroju elipsy

Hiperboloida jednopowłokowa

Hiperboloida jednopowłokowa – powierzchnia drugiego stopnia, obraz hiperboloidy jednopowłokowej obrotowej w powinowactwie płaszczyznowym prostokątnym {\displaystyle f} względem płaszczyzny zawierającej hiperbolę, określony równaniem
{\displaystyle {\frac {x^{2}}{a^{2}}}+{\frac {y^{2}}{b^{2}}}-{\frac {z^{2}}{c^{2}}}=1},
gdzie:
{\displaystyle {\frac {x^{2}}{a^{2}}}-{\frac {z^{2}}{c^{2}}}=1} jest równaniem hiperboli {\displaystyle {\mathcal {H}}} generującej hiperboloidę jednopowłokową obrotową,a
{\displaystyle {\frac {b}{a}}} jest skalą powinowactwa {\displaystyle f}.
Przekrój hiperboloidy jednopowłokowej płaszczyzną równoległą do osi symetrii hiperboli {\displaystyle {\mathcal {H}}} jest hiperbolą lub parą przecinających się prostych, a jej przekroje płaszczyznami prostopadłymi do osi symetrii hiperboli {\displaystyle {\mathcal {H}}} są elipsami (lub w szczególności okręgami) wzajemnie do siebie podobnymi.
Dowolną hiperboloidę jednopowłokową można przekształcić na inną hiperboloidę jednopowłokową za pomocą przekształcenia afinicznego.
Przez każdy punkt hiperboloidy jednopowłokowej przechodzą dwie proste zawierające się w niej. Hiperboloida jednopowłokowa jest powierzchnią prostokreślną powstałą w wyniku obrotu prostej w przestrzeni wokół osi skośnej, tj. nieposiadającej wspólnego punktu i nieleżącej w jednej płaszczyźnie.